# Мус
Мус (на френски: mousse) е десертно ястие, което включва балончета въздух, придаващи лека консистенция. Произлиза от Франция. Може да варира от лек и пухкав до кремист и плътен, в заивисмост от техниката на приготвяне. Мусът може да бъде сладък или солен на вкус.
Сладките мусове обикновено се приготвят от яйчен белтък и се ароматизират с шоколад, кафе, карамел, плодово пюре или различни билки и подправки, като мента или ванилия. В случая на някои шоколадови мусове, яйчени жълтъци също се разбиват в разтопен шоколад, за да придадат на продукта по-богат вкус. Мусовете, също така, обикновено се охлаждат преди да бъдат сервирани, което им дава по-плътно усещане. Сладкият мус се сервира като десерт или се използва като лек пълнеж за торти. Понякога се стабилизира с желатин.
Солените мусове могат да се направят от месо, риба, миди, фоа гра, сирене или зеленчуци. Горещите мусове често приемат своята лека консистенция от добавянето на разбити яйчни белтъци.

## Галерия
- Лимонов мус с компот от праскови.
- Солен мус от сьомга.
- Торта с мус.